# Enicospilus sarukhani
Enicospilus sarukhani är en stekelart som beskrevs av Ian D. Gauld 1988. Enicospilus sarukhani ingår i släktet Enicospilus och familjen brokparasitsteklar. Inga underarter finns listade i Catalogue of Life.